# 제임스 터퍼
제임스 터퍼(James Tupper, 1965년 8월 4일 ~ )는 캐나다의 배우이다.

## 출연 작품
- 내가 죽기 전에 가장 듣고 싶은 말